# マウリシオ・バエズ橋
マウリシオ・バエズ橋（マウリシオ・バエズはし、スペイン語: Puente Mauricio Báez, 英語: Mauricio Báez Bridge）は、ドミニカ共和国の東に位置する首都サントドミンゴの東約40 km、サンペドロ・デ・マコリスの近くにある斜張橋である。それはドミニカ共和国やカリブ海諸国において最も近代的な橋のひとつである。橋は古い吊り橋と架け替えられた。
橋の建設費は、ドミニカ・ペソでおよそ10億ペソであった。レオネル・フェルナンデス大統領の承認後、SEOPC （公共事業と交通に関する国務長官）によって支払われた。2007年1月19日に開通した、カリブ海諸国の中で最も長い長径間を持った斜張橋である。